# Liste der Countys in New Jersey

Countys von New Jersey

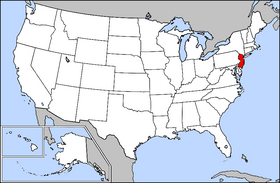
Lage von New Jersey in den USA

Der US-Bundesstaat New Jersey gliedert sich in 21 Countys.
| Nr. * | County     | Einwohner 1. Juli 2017 | Einwohner Zensus 2010 | Verwaltungssitz      |
| ----- | ---------- | ---------------------- | --------------------- | -------------------- |
| 1     | Atlantic   | 269.918                | 274.540               | Mays Landing         |
| 2     | Bergen     | 948.406                | 905.147               | Hackensack           |
| 3     | Burlington | 448.596                | 448.738               | Mount Holly          |
| 4     | Camden     | 510.719                | 513.668               | Camden               |
| 5     | Cape May   | 93.553                 | 97.265                | Cape May Court House |
| 6     | Cumberland | 152.538                | 156.628               | Bridgeton            |
| 7     | Essex      | 808.285                | 783.999               | Newark               |
| 8     | Gloucester | 292.206                | 288.585               | Woodbury             |
| 9     | Hudson     | 691.643                | 634.244               | Jersey City          |
| 10    | Hunterdon  | 125.059                | 127.364               | Flemington           |
| 11    | Mercer     | 374.733                | 367.517               | Trenton              |
| 12    | Middlesex  | 842.798                | 809.864               | New Brunswick        |
| 13    | Monmouth   | 626.351                | 630.423               | Freehold             |
| 14    | Morris     | 499.693                | 492.315               | Morristown           |
| 15    | Ocean      | 597.943                | 576.548               | Toms River           |
| 16    | Passaic    | 512.607                | 501.622               | Paterson             |
| 17    | Salem      | 62.792                 | 66.069                | Salem                |
| 18    | Somerset   | 335.432                | 323.428               | Somerville           |
| 19    | Sussex     | 141.682                | 148.886               | Newton               |
| 20    | Union      | 563.892                | 536.448               | Elizabeth            |
| 21    | Warren     | 106.798                | 108.655               | Belvidere            |

* Nummerierung erfolgt lt. Darstellung auf der Karte